# Тінка Мілінович
Тінка Мілінович (нар. 27 листопада 1973 Сараєво, СФРЮ) — югославська та американська співачка.

## Дискографія
- six4one «If We All Give a Little» (2006)
- T.I.N.K.A (2007)

## Інтернет-ресурси
- The Tinka Show
- Tinka Twitter official
- Tinka Facebook official
- Tinka Official Bosnia-Herzegovina Website
- Music video "Ljubav za ljubav" (album T.I.N.K.A, 2006)
- Music video "Hit" (album T.I.N.K.A, 2006)
- Music video "Ja jos uvijek gledam" (album T.I.N.K.A, 2006)